# BSON
BSON, dat staat voor Binary JSON, is een computerformaat dat vooral wordt gebruikt om datastructuren uit te wisselen in een MongoDB-database. Het is een binaire vorm voor het representeren van simpele datastructuren en associatieve arrays ("objects" of "documents" genoemd in MongoDB).

## Structuur
BSON-objecten (documents) bestaan uit een geordende lijst van elementen. Elk element bevat een veldnaam, een type en een waarde. Een veldnaam is een string. Enkele types zijn:
- string
- integer (32- of 64-bits)
- double
- date (een integer met het aantal milliseconden sinds het Unix Epoch)
- byte array (binair)
- boolean (true of false)
- null
- BSON-object
- BSON-document
- reguliere expressie
- Javascript-code

## Efficiëntie
BSON is ontworpen om efficiënt te zijn in ruimteopslag en scan-snelheid. In sommige gevallen neemt BSON echter meer ruimte in beslag dan JSON.